# Pensacola signata
Pour les articles homonymes, voir Pensacola (homonymie).
Espèce
Pensacola signata est une espèce d'araignées aranéomorphes de la famille des Salticidae.

## Distribution
Cette espèce est endémique du Guatemala.

## Description
Le mâle mesure 6 mm et la femelle 6 mm.

## Publication originale
- Peckham & Peckham, 1885 : On some new genera and species of Attidae from the eastern part of Guatamala. Proceedings of the Natural History Society of Wisconsin, vol. 1885, p. 62-86 (texte intégral).